# Pseudocentroptiloides
Pseudocentroptiloides is een geslacht van haften (Ephemeroptera) uit de familie Baetidae.

## Soorten
Het geslacht Pseudocentroptiloides omvat de volgende soorten:
- Pseudocentroptiloides ceylonicus
- Pseudocentroptiloides christinae
- Pseudocentroptiloides morihari
- Pseudocentroptiloides shadini
- Pseudocentroptiloides usa